# Arrondissement de Lasnamäe
Lasnamäe (estonien : Lasnamäe, jusqu'en 1919 en allemand : Laaksberg) est l’arrondissement le plus peuplé de Tallinn en Estonie.

## Géographie
L'arrondissement est dans la partie est de la ville, traversée, en son nord-est, par la Pirita.
Il est localisé entre deux autres arrondissements de la capitale : Pirita, au nord et celui du centre-ville à l'ouest. L'arrondissement est situé sur un plateau de calcaire plat entre 30 et 52 mètres au-dessus du niveau de la mer.
Le point le plus haut de Lasnamäe est la colline de Sõjamägi, à 54 mètres d'altitude.
On peut diviser l'arrondissement en deux espaces distincts : la partie nord, plutôt résidentielle, alors que la partie sud, près de la route Peterburi tee et au-dessus de Rae, est en grande partie industrielle. Aussi, l'aéroport Lennart Meri est situé dans cet arrondissement.
La population de l’arrondissement s’élève à environ 115 000 habitants, avec une majorité importante de russophones.
Lasnamäe est souvent décrit comme une ville-dortoir.

## Quartiers
Lasnamäe est divisé en 16 quartiers: Katleri, Kurepõllu, Kuristiku, Laagna, Loopealse, Mustakivi, Pae, Paevälja, Priisle, Seli, Sikupilli, Sõjamäe, Tondiraba, Uuslinn, Väo et Ülemiste.

## Population

### Évolution démographique
Au 1er novembre 2014, Lasmäe compte 118 557 habitants.
Depuis 2004, l'évolution démographique est la suivante :
| 2004    | 2006    | 2008    | 2010    | 2012    | 2014    | 2016    |
| ------- | ------- | ------- | ------- | ------- | ------- | ------- |
| 112 368 | 114 142 | 112 001 | 114 258 | 116 273 | 118 211 | 114 693 |

| 2018    | 2020    | 2022    | 2024    | - | - | - |
| ------- | ------- | ------- | ------- | - | - | - |
| 115 328 | 116 153 | 115 035 | 117 756 | - | - | - |

### Composition ethnique
La composition ethnique est la suivante:
| Groupes ethniques | 2008   | 2012   | 2020   | 2022   |
| ----------------- | ------ | ------ | ------ | ------ |
| Estoniens         | 28,6 % | 27,7 % | 25,2 % | 27,1 % |
| Russes            | 57,8 % | 59,3 % | 61,9 % | 59,1 % |
| Ukrainiens        | 6,1 %  | 5,7 %  | 5,5 %  | 5,8 %  |
| Biélorusses       | 3,3 %  | 3,1 %  | 2,8 %  | 2,6 %  |
| Finnois           | 0,6 %  | 0,6 %  | 0,5 %  | 0,5 %  |
| Juifs             | 0,4 %  | 0,3 %  | 0,3 %  | 0,2 %  |
| Lettons           | ..     | ..     | 0,3 %  | 0,4 %  |
| Tatars            | 0,5 %  | 0,5 %  | 0,5 %  | 0,4 %  |
| autres            | 2,7 %  | 2,8 %  | 3,0 %  | 2,1 %  |
| Sources,          |        |        |        |        |

## Galerie

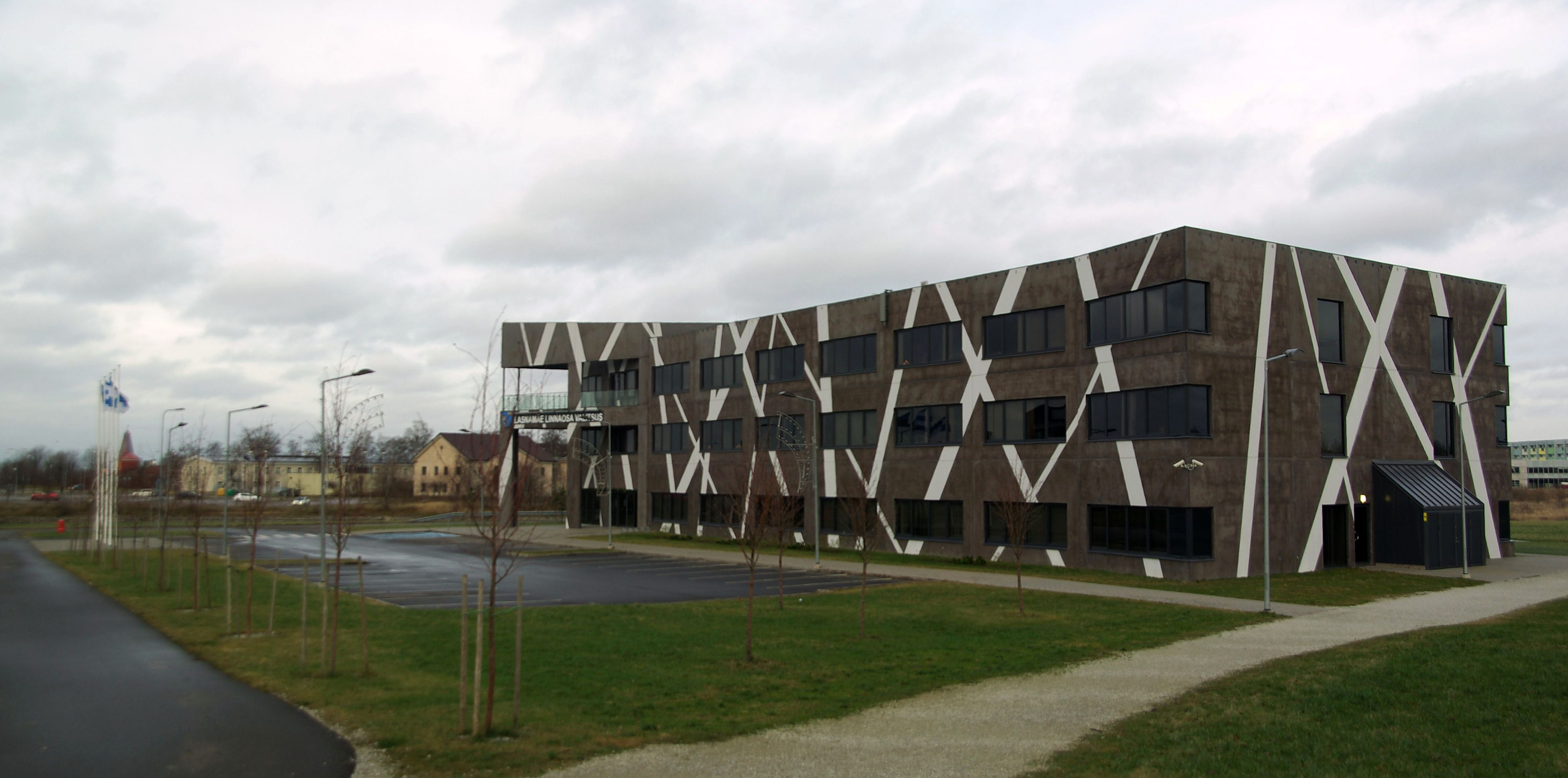
Bâtiment administratif.
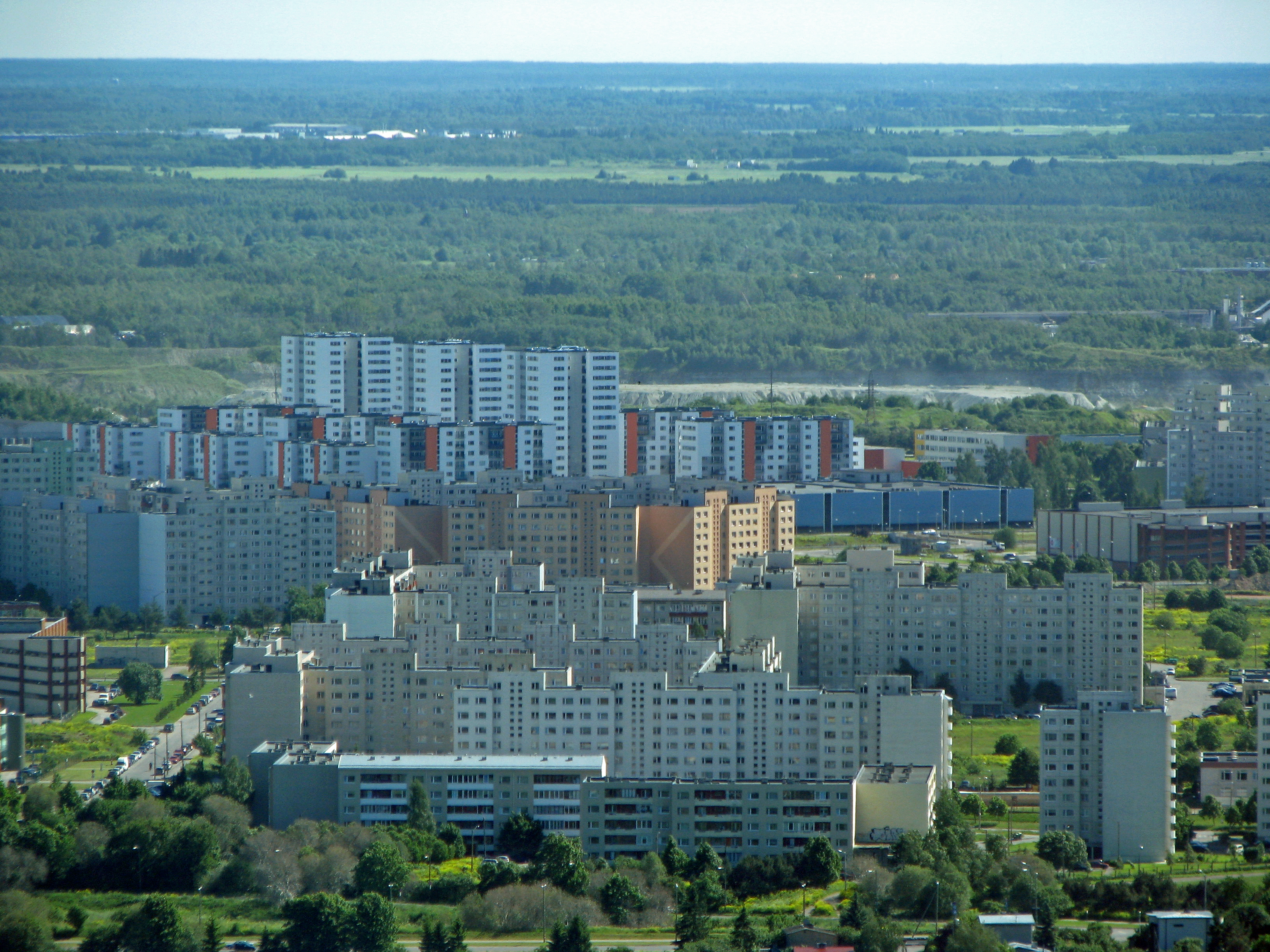
Lasnamäe en 2012.
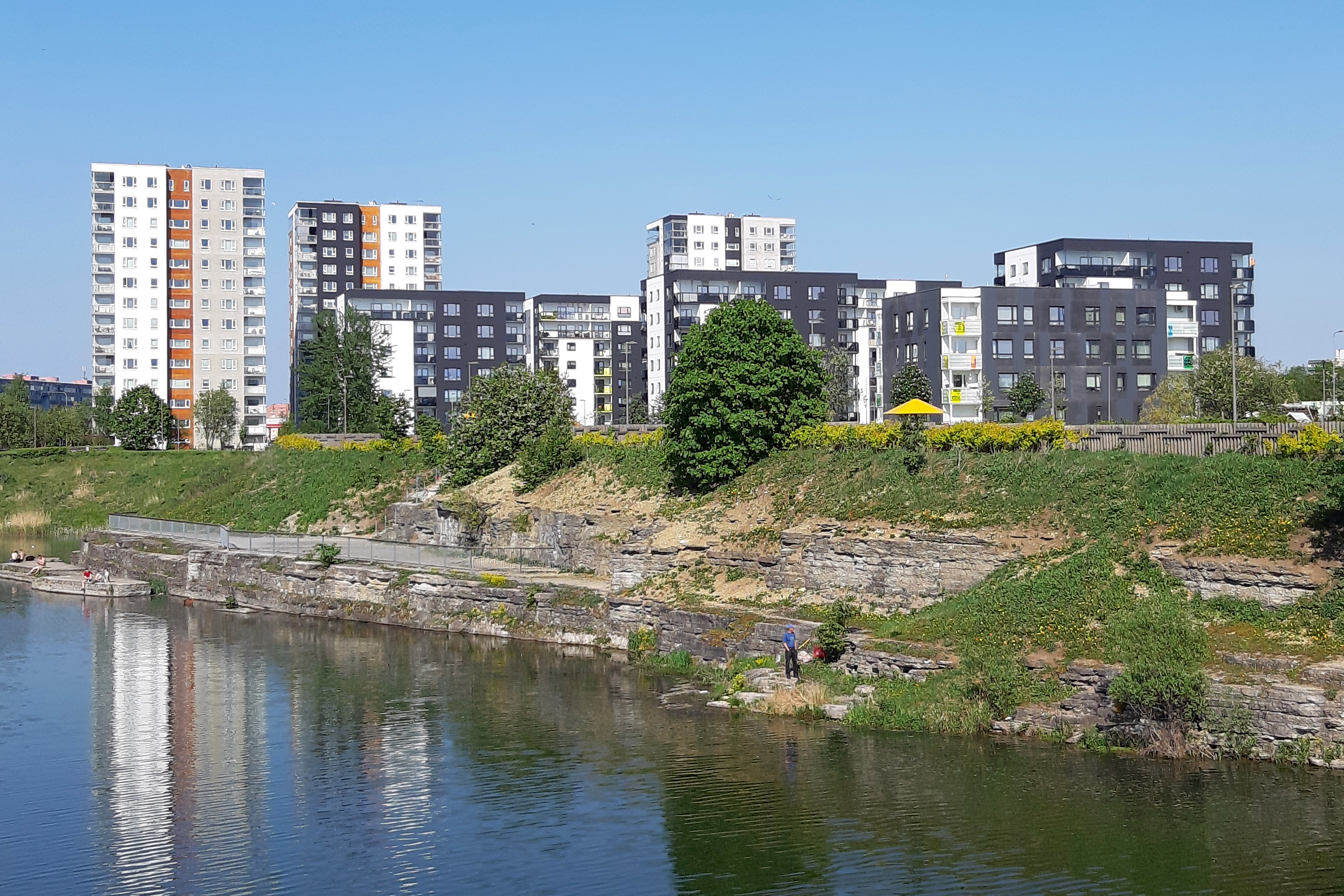
Sikupilli.
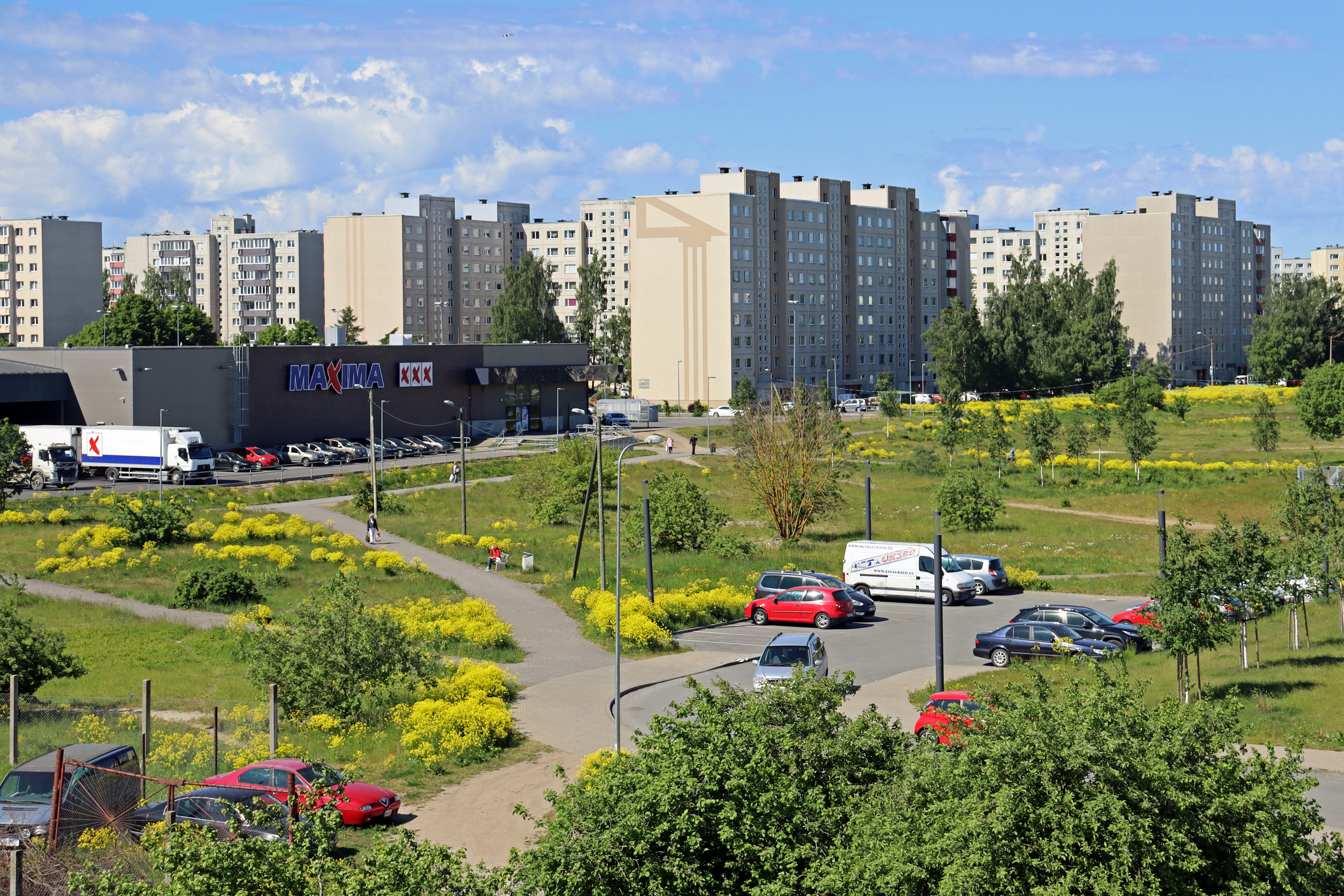
Priisle en juin 2022.

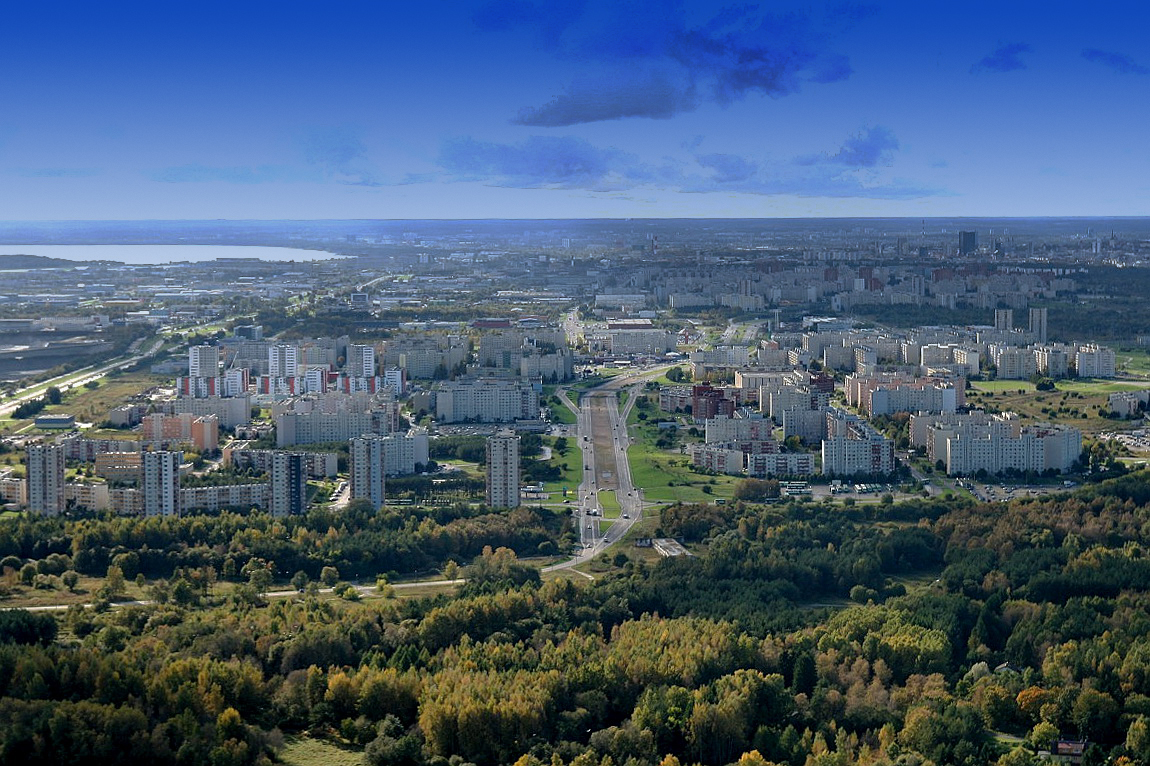
Lasnamäe
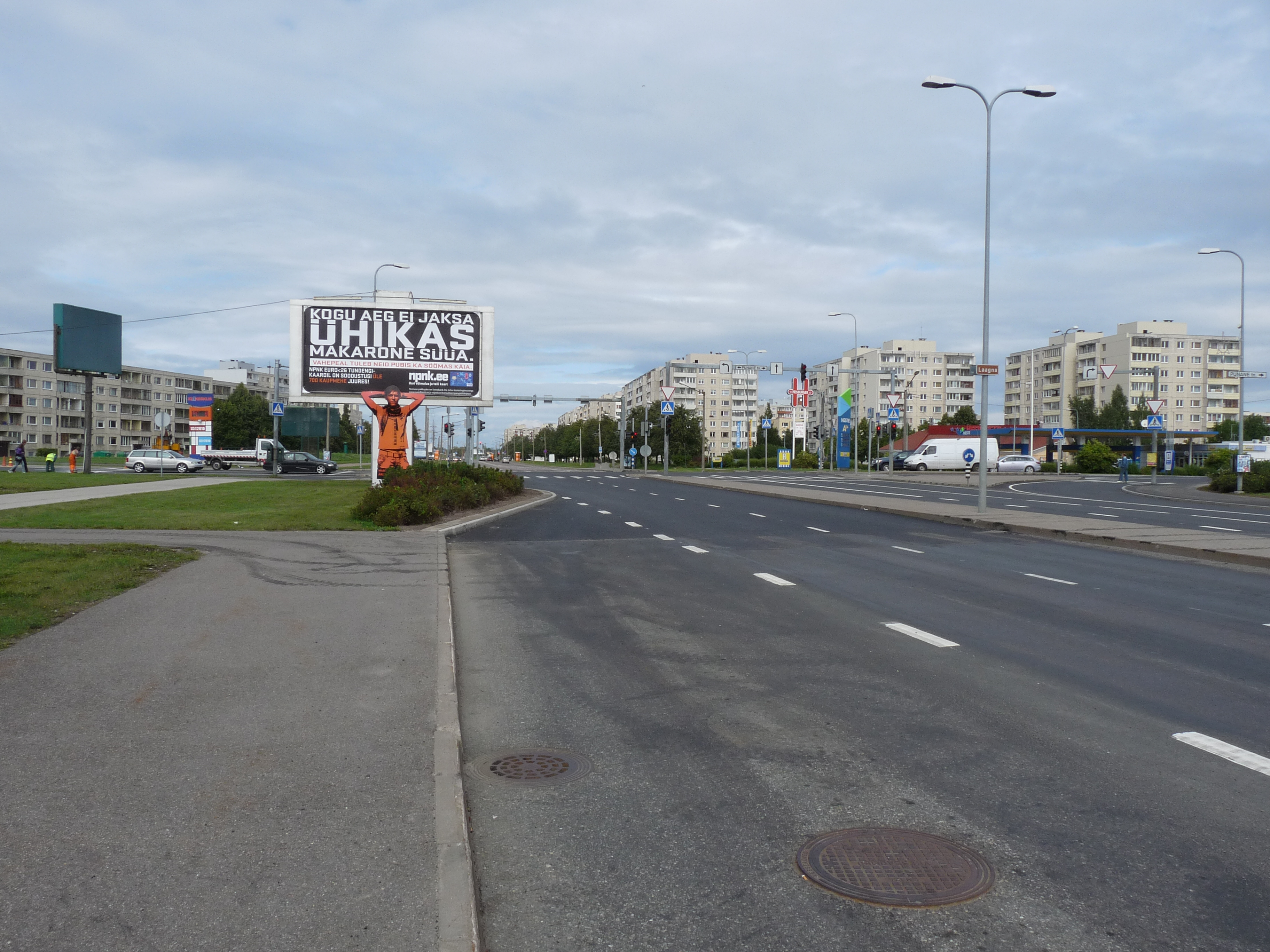
Smuuli
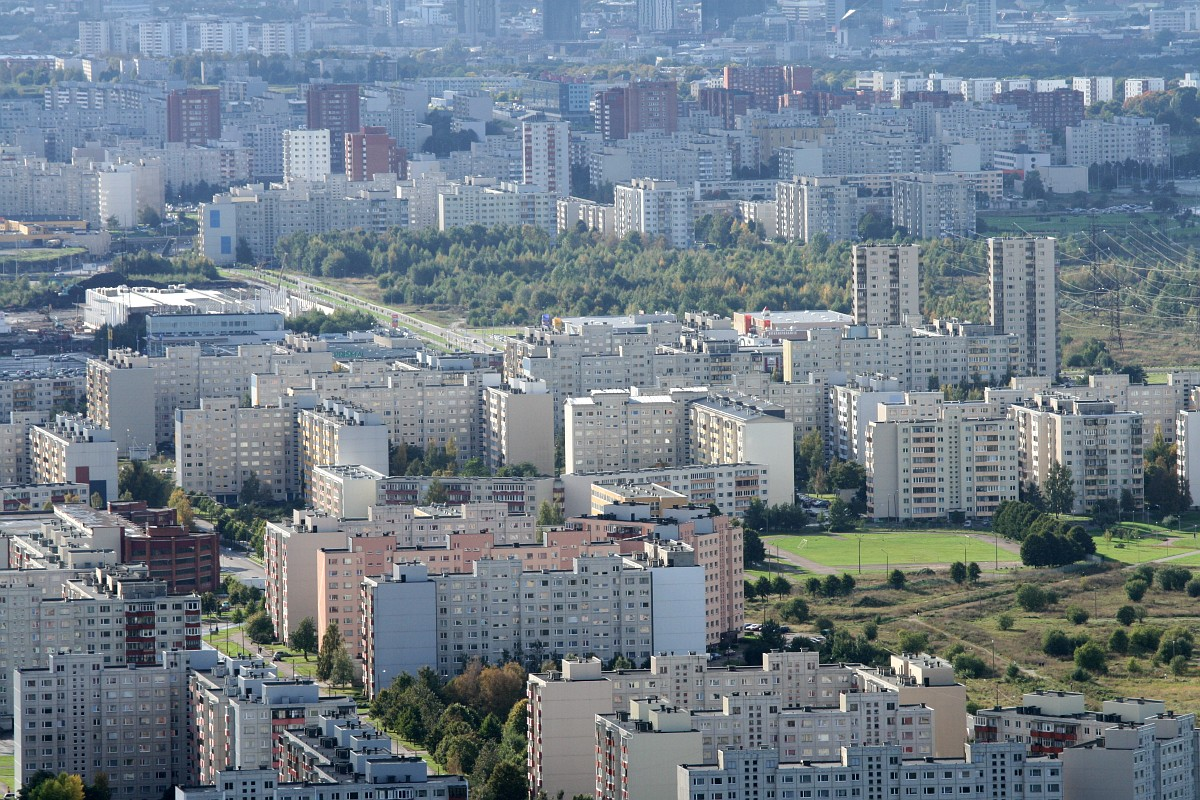
Mustakivi
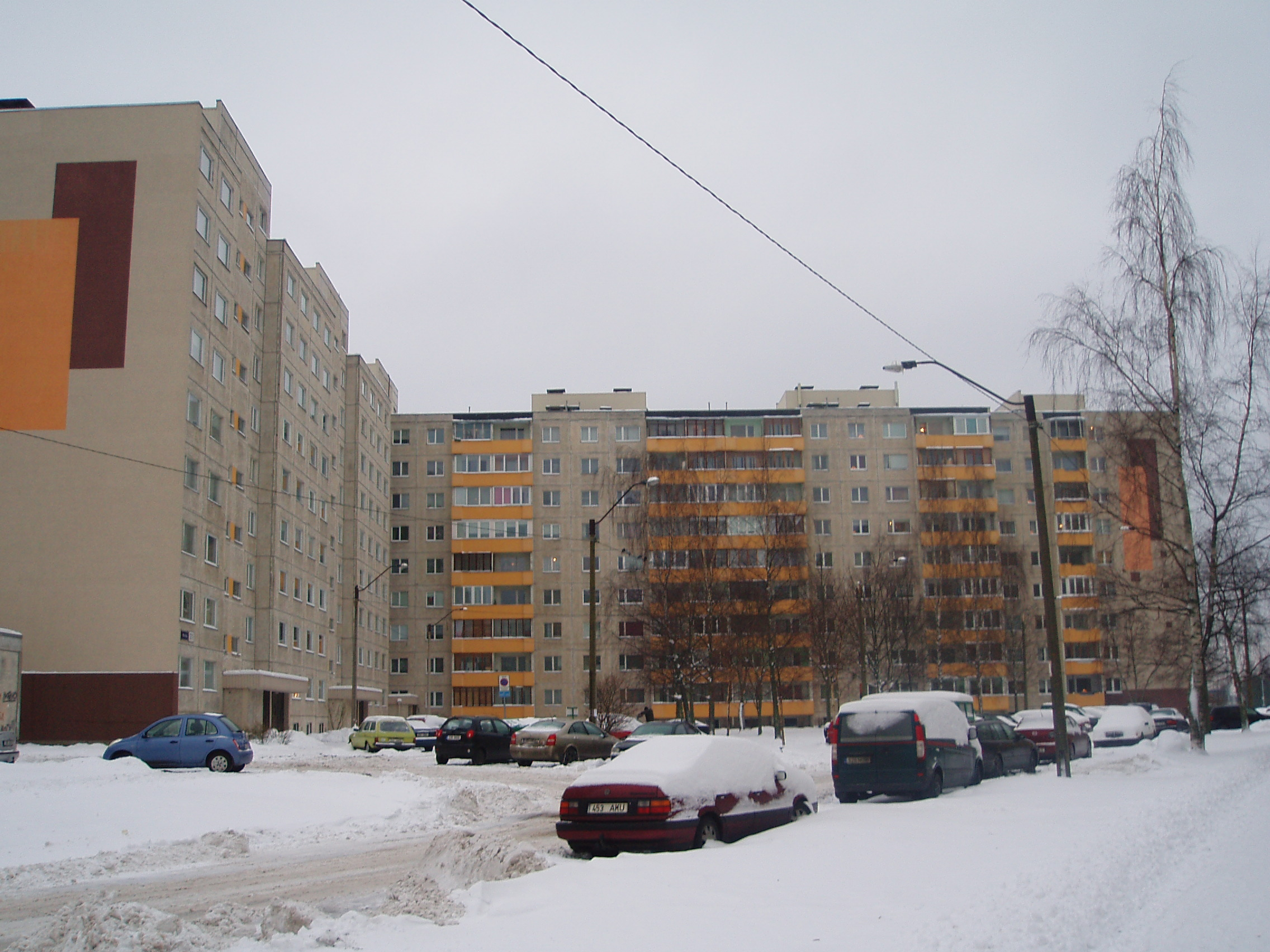
Kivila